# カルパトス島
カルパトス島（カルパトスとう、ギリシア語: Κάρπαθος / Karpathos ; 英: Karpathos）は、エーゲ海東南縁に位置するギリシャ領の島。ロドス島とクレタ島の間に位置する。ドデカネス諸島に属する島の中では、ロドス島に次いで2番目に大きな島である。
その立地から衣装、風俗、方言などの文化がクレタ島やキプロスと似ている。

## 名称
ラテン語では Carpathus、イタリア語では「スカルパント島」（Scarpanto）、トルコ語では Kerpe と呼ばれる。

## 地理

### 位置・広がり
ロドス島の南西47キロメートルに位置し、周囲の海は島にちなんで「カルパティア海」と呼ばれている。島にある10の村は、全て島の伝統的なスタイルを維持している。中心都市は島の南東部に位置するピガディア（正式名「カルパトス・シティ」）で、近辺にはミネテス、アルカサ、アペリ、ヴォラダ、オトス、ピレスといった村々がある。島の北部に行くと、スポアやオリンポスといった村々があり、この地域の民俗と建築のいい例になっている。港はピガディアとオリンポスにある。
- カルパトス（ピガディア）
- オリンボスの街の遠景
- 地図

## 歴史
古代から中世にかけてはロドス島と密接な関係にあった。古くはホメロスの叙事詩『イーリアス』にもKrapathosとして登場し、ウェルギリウス、ガイウス・プリニウス・セクンドゥス、ストラボンなども島について言及したことがある。ペロポネソス戦争ではデロス同盟に追随したが敗れ、紀元前400年に自主権を失った。紀元前42年にローマの支配下に入り、ローマ帝国の分割後は東ローマ帝国に属した。1304年には、東ローマ皇帝がジェノバの海賊であるアンドレアとロドヴィコ・モレスコに領地として与えたが、アンドレアは1306年にヴェネツィア貴族のコルナロ家に入った。その後、コルナロ家は島をオスマン帝国に明け渡す1538年まで支配した。オスマン帝国支配下では島はひどく衰退していった。
1821年から22年にかけてのギリシャ独立戦争時には、自主を一旦取り戻したが、そののちに再びオスマン帝国に支配された。1835年には、スルタン（国王）のマフムト2世が年間の一括払いであるが、世帯ごとではない「マクトゥ」という税制を導入した。オスマン帝国による支配は、1911年から12年にかけての伊土戦争でイタリアがドデカネス諸島を解放する1912年5月12日まで続いた。その日、島にはレッジーナ・マリーナ（イタリア王国海軍）の艦船「ヴィットリオ・エマヌエーレ」と駆逐艦「アルピーノ」が上陸した。その後、1923年のローザンヌ条約によってドデカネス諸島は正式にイタリア領となった。しかし、第二次世界大戦での枢軸国の敗北により1947年にパリ条約が締結され、翌年の3月7日にドデカネス諸島はギリシャに割譲された。
このように島は数奇な歴史を辿ってきたが、過去半世紀には熱心な開発が行われてきた。経済は戦争で荒廃したため、多くの島民がアメリカ東海岸に移住していった。島が恋しくなって帰ってきた人たちもいるため、今日のカルパトス島にはギリシャ系アメリカ人も多い。彼らは島に多額の投資をしたため、ピガディアなどの村々には伝統のなかに新しさが根づいている。ほとんどの島民は、島の北部にある山地を世界自体であると信仰によって信じている。

## 交通
島南部のアフィアルティスと呼ばれる地域には比較的大きな滑走路を備えたカルパトス島国営空港があり、ロドス島やドデカネス諸島、クレタ島、アテネへの便がある。さらに、4月から10月のハイシーズンにはヨーロッパ各地から頻繁にチャーター便が飛んでくる。フェリーでは、クレタ島やロドス島経由のピレウス便が就航している。
島内では自動車での移動が最もポピュラーで、港湾、空港、主要な村々などは村道網でつながっており、そのほとんどが舗装されている。夏には、ピガディア港から小さなプライベートボートがオリンポスや僻遠のビーチに向かって出航してゆく。ほかにも、アゴライアと呼ばれる固定料金制タクシーやコミュニティバスが一年中運行されている。

## 人口
人口は6,567人（2021年国勢調査）であるが、毎年夏になると国外に住んでいる元島民やその家族が休暇で訪れるため、その人口は2倍以上に膨れ上がる。また、観光客の数も考慮すると、夏には2万人以上が島にいることになる。なかでも、8月15日には一年で最も重要なイベントである聖母の被昇天を記念したパナギア祭りが行われるため、一年で最もにぎわう。祭りには世界各地から旅行客が詰めかけ、島独特の伝統を見物する。